# Der Widersacher
Der Widersacher (englisch: The Drop) ist der 24. Roman des US-amerikanischen Krimi-Autors Michael Connelly, der 15. Roman der Harry-Bosch-Serie. Er erschien 2011 (auf Deutsch 2014).

## Handlung
Harry Bosch ist wieder in der Open-Unsolved Unit des Los Angeles Police Departments. Zusammen mit seinem Partner David Chu bekommt er den Fall von Lily Price zugewiesen. Die Studentin war 1989 ermordet worden. Jetzt wurde eine Blutspur auf ihre DNA untersucht und einem potenziellen Täter zugeordnet. Das Blut stammt von einem Sextäter in Bewährung namens Clayton Pell. Doch: Zum Zeitpunkt des Mordes war Pell gerade mal acht Jahre alt. Er kann nicht der Mörder von Lily Price gewesen sein. Eine Verwechslung der Spuren?
Pell ist in einer Bewährungseinrichtung in Therapie bei der Psychologin Hannah Stone. Er stimmt einem Verhör im Beisein von Stone zu. Pell berichtet, dass seine Mutter während seiner Kindheit mit einem Mann namens „Chill“ liiert gewesen war, der Pell sexuell missbraucht und mit einem Gürtel blutig geschlagen hat – was die Blutspur am Hals von Lily Price erklärt. Sie war mit einem Gürtel erdrosselt worden.
Mitten in der Ermittlung dieses Falles werden Bosch und Chu zu einem aktuellen Fall gerufen. Der Lobbyanwalt George Irving ist durch einen Sturz vom Balkon von Zimmer 79 des Chateau Marmont Hotels zu Tode gekommen. George ist der Sohn von Irvin Irving, ehemals Chef der Einheit für interne Untersuchungen LAPD, heute Stadtratsmitglied. Irving ist ein politischer Intrigant und hat häufig versucht, Boschs Integrität als Detective zu kompromittieren. Irving bittet Bosch ausdrücklich, den Tod seines Sohnes zu untersuchen, denn trotz ihrer persönlichen Antipathie glaubt er, dass Bosch die Wahrheit auf jeden Fall herausfinden wird.
Wegen einiger ungewöhnlicher Spuren auf Georges Leiche vermutet Bosch zunächst einen Mord. Bosch findet heraus, dass George Irving, offenbar zusammen mit seinem Vater, ein Komplott um lukrative Taxilizenzen eingefädelt hatte. Er vermutet, dass einer der Geschädigten, ein ehemaliger Polizist, daraufhin George Irving vom Balkon gestoßen hat. Wie Boschs Ermittlungen ergeben, war der mutmaßliche Täter tatsächlich in dem Hotelzimmer bei Irving; er hat aber für den Zeitpunkt des Sturzes ein wasserdichtes Alibi. Irving stand vor den Trümmern seiner Ehe und wegen des Komplotts mit den Taxilizenzen hat er seinen besten Freund verloren. Deshalb hat er seinem Leben durch den Sturz vom Balkon des Chateau Marmont ein Ende gesetzt. Sein Vater, der Stadtrat, will dieses Ermittlungsergebnis nicht akzeptieren. Erst als Bosch damit droht, die Affäre mit den Taxilizenzen publik zu machen, verzichtet Irving darauf, eine Ermittlung gegen Bosch selbst zu veranlassen.
Bosch und Chu wenden sich wieder dem Fall von Lily Price zu. Sie können „Chill“ als Chilton Hardy, Jr. identifizieren und ermitteln den Wohnort seines Vaters. Als sie den schwerkranken Vater dort vernehmen, bemerkt Bosch, dass alle seine Medikamente über vier Jahre alt sind. Er entlarvt, dass sich „Chill“ als sein Vater ausgibt. Nach der Verhaftung gibt Hardy seine Identität zu und gesteht den Mord an Lily Price sowie 36 weitere Morde. Bei der Durchsuchung des angrenzenden Hauses, das ebenfalls Hardys Vater gehört hat, findet Bosch grausige Beweise für Hardys Verbrechen, darunter Fotos und Filme seiner Vergewaltigungen.
Nachdem Pell von Bosch erfahren hat, dass Hardy infolge von Verjährung nie wegen seines Kindesmissbrauchs angeklagt wird, greift er einen Polizisten an und wird in dasselbe Gefängnis gebracht, in dem Hardy festgehalten wird. Als beide Männer am nächsten Morgen in einem Bus zum Gericht gebracht werden, greift Pell Hardy an und verletzt ihn schwer. Bosch erkennt Pells Plan und kann gerade noch Hardys Leben retten. Danach fragt sich Bosch, warum er das Leben eines Serienmörders gerettet hat.

## Verfilmung
Die Handlung der zweiten Staffel der von Amazon Studios produzierten Krimiserie Bosch aus den Jahren 2016 basiert u. a. auch auf Motiven aus „Der Widersacher“. So wird Bosch von Chief Irving gebeten den Tod seines Sohnes zu untersuchen.

## Hintergrund
Der Originaltitel „The Drop“ bezieht sich sowohl auf den Sturz von George Irving vom Balkon des Hotelzimmers als auch auf DROP, den Deferred Retirement Option Plan der Polizei von Los Angeles. Bosch kann nach der erfolgreichen Ermittlung gegen den Serienmörder Chilton Hardy seine Dienstzeit im Rahmen dieses Programms um fünf Jahre verlängern.

## Rezeption
Kirkus Review findet, dass es sich nicht um das beste Buch von Connelly handelt, aber immerhin eine willkommene Rückkehr von Harry Bosch nach dem schwachen Vorgängerroman Neun Drachen. Publishers Weekly hingegen findet in dem Roman alle Stärken Connellys: „Der scharfe Blick für Details und polizeiliche Verfahren, viel Lokalkolorit aus L.A., clevere Verschwörungen und – was am wichtigsten ist – die lebendige Präsenz von Harry Bosch.“ Die Rezensentin der New York Times fragt sich, ob Michael Connelly angesichts seiner vielfältigen Aktivitäten noch Zeit für wirklich gute Romane hat und beantwortet die Frage für diesen so: „The Drop ist eines jener Harry-Bosch-Bücher, die mit einem Knall beginnen und bis zum Ende stark bleiben.“ Die Rezension in der Washington Post kommt zu einem verhalteneren Urteil, und meint, dass dieser Roman nicht wirklich bis zum Schluss gut ist – im Original ein Wortspiel mit dem Titel: „…the novel ends up not being truly good to the last drop.“
Der Rezensent der Krimicouch kann dem Roman wenig Positives abgewinnen: nicht nur enthalte die Handlung recht eigentümliche Zufälle, auch Sprache und Stil zeige, dass „Connelly nicht das Zeug hat zum großen Literaten“ habe.

## Ausgaben
- Michael Connelly: The Drop. Little, Brown and Company, 2011, ISBN 978-0-316-21455-1
- Michael Connelly: Der Widersacher. Thriller. Aus dem Amerikanischen von Sepp Leeb. Knaur Taschenbuch-Verlag, München 2014, ISBN 978-3-426-51135-0; dto. als E-Book bei Knaur, 2014, ISBN 978-3-426-42053-9
- Michael Connelly: Der Widersacher: Der 15. Fall für Harry Bosch. Aus dem Amerikanischen von Sepp Leeb. Kampa Verlag, Zürich 2025, ISBN 978-3-311-15554-6